# DeviceKit
DeviceKit — модульний шар апаратних абстракцій, призначений для використання в системах Linux, щоб спростити управління пристроями і замінити поточний монолітний Linux HAL. DeviceKit включає можливість підрахунку пристроїв і відправки повідомлень при підключенні або відключення обладнання.
У травні 2008 розробник HAL Давид Зютен (David Zeuthen) оголосив про намір позбутися HAL, головно через його складність і надлишковість з іншими бібліотеками в середовищі Linux. Тільки відсутня частина в цих бібліотеках може бути централізованою службою з переліком існуючих пристроїв, що повідомляє про додавання або відключення пристроїв, та об'єднує і класифікує доступну інформацію про апаратуру в одному місці. DeviceKit — це нова бібліотека, що забезпечує таку службу, в той час як пристрої мають бути доступні через інші бібліотеки, замість того доступу з HAL або DeviceKit.
Перший дистрибутив, у якому з'явився DeviceKit, був Fedora 11. Ubuntu 9.10 замінила деякі старі можливості HAL на DeviceKit і функціональність від udev. Ubuntu 10.04 LTS Lucid Lynx має повністю позбутися HAL.
Однак незабаром схема udev+DeviceKit дещо змінилася — розробники виявили, що велика частина апаратури вже управляється різними програмними компонентами і необхідні тільки правила для дисків (udisks) і живлення (upower).  Проект DeviceKit був розбитий на кілька дрібніших частин і більше не використовується і не згадується. 1 грудня 2009 було оголошено DeviceKit-disks буде перейменовано на udisks, і що подібне перейменування може статися з DeviceKit-power.
Таким чином, сучасні дистрибутиви використовують тільки Udev і правила до нього (udisks, upower).  Проте зважаючи на інерційності коду, багато програм все ще вимагають застарілий HAL (в основному для виявлення дисків) і тому дистрибутиви змушені поставляти HAL, фактично дублюючи логіку. 
Але багато дистрибутиви (наприклад, Ubuntu, Debian і Fedora) вже приступили до використання замість нього Udev.

## Виноски
1. ↑  Appendix A. License. DeviceKit Reference Manual. Архів оригіналу за 17 серпня 2011. Процитовано 10 липня 2009. [Архівовано 2011-08-17 у Wayback Machine.]
2. ↑  Update on DeviceKit. Архів оригіналу за 15 березня 2012. Процитовано 24 січня 2010.
3. ↑  Fedora Features Page for DeviceKit. Fedora Project. Архів оригіналу за 4 квітня 2012. Процитовано 13 січня 2009.
4. ↑  Karmic Koala — hal deprecation. Ubuntu. Архів оригіналу за 5 липня 2013. Процитовано 23 серпня 2009.
5. ↑  Ubuntu Lucid Linx alpha2. Архів оригіналу за 22 січня 2010. Процитовано 25 січня 2010.
6. ↑  Udisks, freedesktop.org, архів оригіналу за 22 листопада 2011, процитовано 1 листопада 2010
7. ↑  Upower, freedesktop.org, архів оригіналу за 27 листопада 2011, процитовано 1 листопада 2010
8. ↑  Ликвидация DeviceKit, freedesktop.org, архів оригіналу за 5 грудня 2011, процитовано 1 листопада 2010
9. ↑  DeviceKit-disks renamed to udisks. Архів оригіналу за 5 липня 2013. Процитовано 1 грудня 2009.
10. ↑  Halsectomy, ubuntu.com, архів оригіналу за 17 лютого 2012, процитовано 1 листопада 2009
11. ↑  HAL Removal [Архівовано 26 листопада 2011 у Wayback Machine.], Debian wiki
12. ↑  Hal Removal [Архівовано 9 грудня 2011 у Wayback Machine.], fedora